# Fraser (Iowa)
Fraser es una ciudad ubicada en el condado de Boone en el estado estadounidense de Iowa. En el Censo de 2010 tenía una población de 102 habitantes y una densidad poblacional de 44,7 personas por km².

## Geografía
Fraser se encuentra ubicada en las coordenadas 42°7′37″N 93°58′29″O / 42.12694, -93.97472. Según la Oficina del Censo de los Estados Unidos, Fraser tiene una superficie total de 2.28 km², de la cual 2.15 km² corresponden a tierra firme y (5.68%) 0.13 km² es agua.

## Demografía
Según el censo de 2010, había 102 personas residiendo en Fraser. La densidad de población era de 44,7 hab./km². De los 102 habitantes, Fraser estaba compuesto por el 98.04% blancos, el 0% eran afroamericanos, el 0% eran amerindios, el 0% eran asiáticos, el 0% eran isleños del Pacífico, el 0% eran de otras razas y el 1.96% pertenecían a dos o más razas. Del total de la población el 0% eran hispanos o latinos de cualquier raza.